# Suanne Braun
Suanne Braun (sinh ngày 29 tháng 2 năm 1968) là một người dẫn chương trình và diễn viên truyền hình Nam Phi. Cô sống ở London, Anh.

## Đầu đời
Braun đã ra mắt chuyên nghiệp vào năm 1988 với tư cách là người dẫn chương trình truyền hình ở quê hương Nam Phi. Trong năm năm, cô đã tổ chức một chuỗi du lịch "Bon Voyage" mà cô đã đi đến nhiều quốc gia. Braun đã đồng tổ chức Hoa hậu Nam Phi và Hoa hậu Thế giới trong ba năm liên tiếp vào đầu những năm 1990 và nhận được giải thưởng People Choice cho người phụ nữ đẹp nhất Nam Phi năm 1993.
Một số chương trình truyền hình đặc biệt nối tiếp sau đó. Sau chuyến thăm Mỹ ngắn ngủi, Braun đã được cơ quan William Morris ký hợp đồng và quyết định ở lại đất nước này một thời gian. Cô đã xuất hiện trong một số chương trình truyền hình và sản xuất sân khấu của Mỹ Just Shoot Me, Prowler, FX-series và loạt phim khoa học viễn tưởng Stargate SG-1 trong đó Braun đóng vai nữ thần Hathor. Vai diễn định kỳ cuối cùng của cô trên phim truyền hình là trên loạt phim Starhyke gặp rắc rối, được quay vào năm 2004 và cuối cùng được phát sóng vào năm 2011.
Các vai diễn của cô trong nhà hát trong thời gian này bao gồm Cuộc sống riêng tư mà cô được đề cử Nữ diễn viên phụ xuất sắc nhất, Những điều chúng tôi làm vì tình yêu, Cuộc sống bí mật của Henry và Alice, Echoes, Offbeat Broadway và Easy To Love Braun đóng vai vợ của Cole Porter, Linda Porter.
Braun đã biểu diễn hài ở Los Angeles và Nam Phi, giành giải thưởng "Funny Bones" năm 2002 cho diễn viên mới xuất sắc nhất.